# Windsor, Virginia
Windsor är en kommun (town) i Isle of Wight County i Virginia. Vid 2010 års folkräkning hade Windsor 2 626 invånare.